# Dayo Amusa
Dayo Amusa là một nữ diễn viên và ca sĩ người Nigeria.

## Cuộc sống ban đầu và sự nghiệp
Dayo được sinh ra ở Lagos. Cô là con đầu lòng trong một gia đình có năm người. Mẹ cô đến từ bang Ogun trong khi cha cô đến từ Lagos. Cô học trường Mayflower, Ikene. Dayo học ngành Khoa học và Công nghệ thực phẩm tại Đại học Bách khoa Moshood trước khi bắt đầu sự nghiệp diễn xuất của mình vào năm 2002. Mặc dù cô đóng vai trò chủ yếu trong các bộ phim tiếng Yoruba của Nollywood, nhưng cô cũng đã đóng phim tiếng Anh. Dayo là người tuyên truyền của các trường PayDab có hai địa điểm ở Ibadan và Lagos.

## Giải thưởng
- Giải thưởng Gương mặt nữ của Nollywood 2017
- Nữ diễn viên chính xuất sắc nhất Giải thưởng điện ảnh Nollywood 2014
- Nụ hôn đẹp nhất trong phim BON Awards 2013
- Đạo luật chéo tốt nhất YMAA 2014
- Thành tích xuất sắc 2010 Câu lạc bộ Đại sứ
- Giải thưởng Thành tựu nổi bật 2011
- Giải thưởng đặc biệt kim cương 2014
- Giải thưởng Merit 2013 J15 Schiool Of Art
- Giải thưởng danh dự J-KRUE 2013
- Giải thưởng xuất sắc 2016 AF Family

## Đãi đơn
- - Aye Mii
  - Ayemi Remix ft Oritsefemi
  - Alejo
  - Blow My Mind
  - Mama's Love
  - Omodaddy